# Aaryn Ellenberg
Aaryn Ellenberg, coniugata Wiley (Las Vegas, 19 luglio 1992), è una cestista statunitense, professionista nella WNBA e in Europa.

## Carriera
Con gli Stati Uniti ha disputato le Universiadi di Kazan' 2013.